# 卜傳流鎖鎌
卜伝流鎖鎌（ぼくでんりゅうくさりがま）は、伊勢松阪で学ばれていた鎖鎌術の流派。

## 歴史
卜伝流鎖鎌は塚原卜伝が北畠具教に一之太刀を授けたことから始まった。
塚原卜伝は北畠具教に剣術を教え屋敷を賜って伊勢国に滞留したことにより卜伝流の剣と鎖鎌が学ばれるようになった。
伊勢一志郡北畠神社近くに卜伝屋敷と塚原の地名がある。
三重県松阪町の剣道教士北村多三郎は卜伝流鎖鎌を継承し清水誓一郎に伝えた。
現在は清水誓一郎の高弟の三村幸夫が伝えている。

## 内容
稽古用の木鎌は柄一尺二寸、鎌の根元に鎖が付き鎖の長さは一尋（実際は四尺ほど）、鎌は刃の部分に段々を付けた五寸ほどの三日月型の形状であった。